# عشق ممنوع (مجموعه تلویزیونی ۲۰۰۸)
عشق ممنوع (به ترکی استانبولی: Aşk-ı Memnu) یک مجموعهٔ تلویزیونی درام محصول کشور ترکیه به کارگردانی هیلال سارال است که از سال ۲۰۰۸ تا ۲۰۱۰ در کانال د ترکیه به نمایش درآمد. این مجموعه بر اساس رمانی به همین نام از خالد ضیا ساخته شده است.

## داستان
«عدنان ضیاگیل» تاجر معروف اهل استانبول است و به‌همراه دخترش «نهال»، پسرش «بولنت»، پسر یکی از اقوامش «بهلول»، پرستار فرزندانش مادام «دکورتون»، خدمتکارانش «آقا سلیمان، شایسته خانم، جمیله، سهیلا و بشیر» در خانه‌ای بزرگ زندگی می‌کند و مدتی است همسرش را بر اثر بیماری از دست داده است. عدنان ضیاگیل مدتی است به «بهتر» دختر یکی از تجار معروف استانبول علاقه‌مند شده است. درحالی‌که مادام دکورتون به عدنان علاقه‌مند است و منتظر پیشنهاد ازدواج اوست. پدر بهتر هم مدتی قبل و بعد از اینکه شاهد خیانت همسرش بود فوت می‌کند. بهتر بعد از ازدواج خواهرش «پیکر» با «نیهات» که یک تاجر است با مادرش «فردوس» زندگی می‌کند. پیکر قبل از باردار شدن از نیهات و ازدواج با او با بهلول قرار می‌گذاشته. بعد از مرگ پدر بهتر آن‌ها دچار مشکلات متعدد مالی شده‌اند و فردوس در صدد ازدواج با عدنان برای خارج شدن ازین وضعیت است که عدنان به بهتر پیشنهاد ازدواج می‌دهد و با وجود اینکه فردوس اول مخالفت می‌کند اما وقتی می‌بیند که هردو بهم علاقه‌مند هستند قبول می‌کند. بین اعضای خانواده هم تنها کسی که سرسختی بیشتری نسبت به بقیه برای ورود بهتر به خانواده دارد نهال است چون نمی‌خواهد کسی جای مادرش را بگیرد. بعد از ازدواج بهتر به خانهٔ عدنان می‌آید و زندگی مشترکشان آغاز می‌شود. اوایل همه چیز خوب پیش می‌رود و بهتر سعی می‌کند در دل اعضای خانه جا بازکند و خودش را به عنوان خانم جدید خانه به همه ثابت کند و برای نهال و بولنت مادری کند اما در همین زمان سفرهای تجاری همسرش که با باجناقش نیهات شریک تجاری است آغاز می‌شود و او تنها می‌ماند و همین باعث می‌شود به مرور از عدنان دور شود. بهلول که پسری جذاب و بسیار خوش گذران است و به‌همراه آن‌ها در خانه زندگی می‌کند به مرور زمان مجذوب بهتر می‌شود و تلاش می‌کند که او را از ذهنش بیرون کند اما در نهایت عاشق او می‌شود و بهتر هم که اوایل سریال از بهلول به‌خاطر اذیت کردن خواهرش متنفر بود به مرور به بهلول دل می‌بندد و عاشق او می‌شود. بعد از مدتی فردوس برای زندگی به خانه عدنان می‌آید و متوجه می‌شود که بهتر و بهلول بهم علاقه‌مند هستند و در صدد بر می‌آید که جلوی آنها را بگیرد و به همین خاطر سعی می‌کند نهال را به بهلول نزدیک کند اما بهلول به بهتر نزدیک و نزدیک تر می‌شود و در آخر عشقش را به بهتر ابراز می‌کند. ابتدا بهتر از پذیرفتن عشق او خودداری می‌کند اما بعد از مدتی بهلول را می‌پذیرد و به همسرش خیانت می‌کند. این درحالیست که بهلول با «الیف» مدل مشهور قرار می‌گذارد و نهال هم عاشق اوست…

## بازیگران و شخصیت‌ها
| بازیگر           | نقش                   | توضیح |
| ---------------- | --------------------- | --- |
| برن سات          | بهتر یوره‌اوغلو ضیاگیل | بهتر یک زن جوان زیباست که مادرش فردوس را مسئول مرگ پدرش می‌داند. در حالی که مادرش قصد داشت با عدنان ضیاگیل، یک مرد ثروتمند ازدواج کند، عدنان به جای مادرش از بهتر خواستگاری می‌کند. بیهتر موافق است، اما واضح است که برای او عدنان بیشتر یک شخصیت پدری است و جایگزین پدری است که از دست داده است. بهتر سعی خود را می‌کند که دو فرزند عدنان او را دوست داشته باشند. او با بهلول، "برادرزاده" عدنان که در عمارت زندگی می‌کند، رابطه عاشقانه‌ای را آغاز می‌کند و عاشق او می‌شود. |
| کیوانچ تاتلیتوغ  | بهلول خزندار          | فامیل دور عدنان که در سنین کودکی پدر و مادر خود را در یک تصادف رانندگی از دست داد. او توسط عدنان که او را «عمو» می‌نامد بزرگ شده است. او به عنوان یک زن‌باز شناخته می‌شود و دختران زیادی در زندگی خود دارد، اما با شروع زندگی بهتر با خانواده به تدریج دیوانه وار عاشق او می‌شود. مرد جوانی که عمیقاً احساس می‌کند، اما به دلیل احساس گناه نسبت به عمویش که او را به عنوان خود بزرگ کرده است، آنقدر شجاع نیست که از عشق ممنوعه آنها دفاع کند.                                |
| سلجوق یونتم      | عدنان ضیاگیل          | یک تاجر ثروتمند استانبولی، رئیس یک هلدینگ قدرتمند، عدنان مردی است که عاشق بهتر بسیار جوان شده و با او ازدواج می‌کند. او دو فرزند به نام‌های نهال و بولنت دارد. او بهلول یتیم را به عنوان پسر خود بزرگ کرده است. |
| نباهت چهره       | فردوس یوره‌اوغلو       | مادر بهتر و پیکر، زنی حریص و شیفته پول، موقعیت و قدرت. شوهرش وقتی متوجه شد که او رابطه نامشروع دارد بر اثر سکته قلبی درگذشت. او در زندگی هر دو دخترش دخالت می‌کند. او متوجه رابطه بهتر و بهلول می‌شود اما می‌خواهد از عشق بین بهتر و بهلول جلوگیری کند. |
| هازل کایا        | نهال ضیاگیل           | دختر ساده لوح عدنان است. اگرچه او و بهلول به عنوان خواهر و برادر بزرگ شده‌اند، اما احساسات عاشقانه ای نسبت به او دارد و کورکورانه عاشق او می‌شود. بهلول به عنوان یکی از تلاش‌های متعدد او برای سرپوش گذاشتن (یا جبران) رابطه نامشروع خود با بهتر، با او نامزد می‌کند. |
| زرین تکیندر      | مادام دنیز دکورتون    | معلم نهال و بولنت، او به خوبی تحصیل کرده است و از هر دو بچه ای که توسط مادر در حال مرگشان به او سپرده شده مراقبت می‌کند. او مخفیانه عاشق عدنان است اما احساسات خود را پنهان می‌کند زیرا عدنان با بهتر ازدواج می‌کند. |
| باتوهان الکارزچی | بولنت ضیاگیل          | پسر عدنان و برادر کوچکتر نهال. او یازده ساله است که سریال شروع می‌شود. یک بچه سرگرم‌کننده که بهلول را دوست دارد و علایقش را مانند او می‌سازد. |
| نور فتاح‌اوغلو    | پیکر یوره‌اوغلو اونال  | دختر فردوس، خواهر بزرگتر بهتر، همسر نیهات، مادر دوروک و جم و دوست دختر سابق بهلول. |
| ایلکر کیزماز     | نیهات اونال           | شوهر پیکر، پسر هلمی اونال و آینور، باجناغ و شریک تجاری عدنان. |
| رجب آکتوغ        | حلمی اونال            | پدر نیهات. مردی بی رحم که با همسر و پسرش به عنوان لوازم جانبی رفتار می‌کند. هلمی در ابتدا نیهات را انکار می‌کند زیرا او برخلاف میل او با دختر فردوس ازدواج کرده است. نیهات سپس برای کار برای خانواده عدنان ضیاگیل می‌رود. |
| زرین نشانجی      | آینور اونال           | مادر نیهات، مادرشوهر پیکر. خانمی مهربان که پیکر و نیهات را خیلی دوست دارد. |
| باران آکبولوت    | بشیر الچی             | راننده خانه عدنان. او در شش سالگی یتیم شد و عدنان او را به خانه‌اش آورد. او در کنار نهال بزرگ شد و عاشق او شده است. او تمام تلاش خود را می‌کرد تا نهال را راضی نگه دارد. او متوجه ماجرای بهتر و بهلول می‌شود. در نهایت بر اثر سرطان ریه می‌میرد. |
| ادا اوزرکان      | الیف بندر             | ثابت‌ترین دوست دختر بهلول. بهلول در تلاش برای دوری از بهتر از او خواستگاری می‌کند، اما هیچ عشق واقعی به او احساس نمی‌کند. آنها یک نامزدی طولانی دارند اما از آنجایی که بهلول و بهتر عمیق‌تر به رابطه آنها می‌پردازند، از هم جدا می‌شوند. در نهایت او برای حرفه مدلینگ خود به پاریس نقل مکان کرد. |
| رانا جبار        | سلیمان                | آشپز و سرپرست خانوار خانواده ضیاگیل. او با شایسته ازدواج کرده و یک دختر به نام جمیله دارد. هر سه آن‌ها سال‌ها در عمارت زندگی می‌کنند و به‌عنوان «خانواده» به حساب می‌آیند. |
| فاطمه کارانفیل   | شایسته                | همسر سلیمان و مادر جمیله |
| پلین ارمیش       | جمیله                 | دختر سلیمان و شایسته، او بشیر را دوست دارد. |
| اوغور تکین       | سیف                   | وقتی بشیر مریض بود سیف به عنوان راننده به خانه ضیاگیل آمد. اما در واقع، حلمی او را برای جاسوسی از خانواده فرستاد. |
| گلسن تونسر       | آرسن ضیاگیل           | خواهر بزرگتر عدنان. حضور مادرانه‌ای برای فرزندان برادرش دارد اما در خانه ای روستایی خارج از استانبول زندگی می‌کند. |

## انتشار
| فصل   | تعداد قسمت‌ها | قسمت‌ها        | شروع فصل       | پایان فصل    | بینندگان در ترکیه (میلیون) | روز و ساعت پخش | فصل تلویزیون | کانال تلویزیون |
| ----- | ------------ | ------------- | -------------- | ------------ | -------------------------- | -------------- | ------------ | -------------- |
| فصل ۱ | ۳۸           | ۱–۳۸          | ۴ اوت ۲۰۰۸     | ۱۸ ژوئن ۲۰۰۹ | ۹٫۶~۱۶٫۱۴                  | Thursday 20:00 | ۲۰۰۸–۲۰۰۹    | کانال د        |
| فصل ۲ | ۴۱           | 39–79 (Final) | ۳ سپتامبر ۲۰۰۹ | ۲۴ ژوئن ۲۰۱۰ | ۱۵٫۱~۲۷٫۱                  | Thursday 20:15 | ۲۰۰۹–۲۰۱۰    | کانال د        |

## تولید
این سریال در خانه‌ای تاریخی مشرف به تنگه بسفر به تصویر کشیده شده است. این خانه متعلق به یک میلیونر معروف ترک است. موسیقی متن سریال توسط تویگار ایشیکلی آهنگساز معروف ترک تهیه شده است.

## بازخورد
این سریال در طول دو فصل خود محبوبیت زیادی پیدا کرد. قسمت آزمایشی این سریال در اولین اکران خود در ترکیه ۹٫۶ میلیون بیننده به دست آورد و این تعداد تا پایان فصل اول که ۱۶٫۱۴ میلیون بیننده آن را تماشا کرده‌اند افزایش یافت. فصل دوم اولین بار با ۱۵٫۱ میلیون بیننده با تعداد بیننده بین ۱۵ تا ۲۷ میلیون در طول فصل پخش شد. قسمت پایانی این سریال، قسمت ۷۹ به‌طور کلی، با رکوردشکنی ۲۷٫۱ میلیون بیننده تماشا شد و با تقریباً ۴۰ درصد از جمعیت، پربیننده‌ترین قسمت در بین تمام برنامه‌های تلویزیونی تمام دوران در ترکیه شد.

## انتقادها
هیئت عالی رادیو و تلویزیون در ترکیه، این سریال را به خاطر یک صحنه حاوی رابطهٔ جنسی جریمه کرد و وزیر امور زنان و خانواده ترکیه از این سریال به خاطر داشتن صحنه‌های شهوانی انتقاد کرد.